# Sierra del Jobo
Sierra del Jobo är ett berg i Spanien.   Det ligger i provinsen Provincia de Málaga och regionen Andalusien, i den södra delen av landet, 400 km söder om huvudstaden Madrid. Toppen på Sierra del Jobo är 1 583 meter över havet.
Terrängen runt Sierra del Jobo är huvudsakligen kuperad. Runt Sierra del Jobo är det ganska glesbefolkat, med 50 invånare per kvadratkilometer. Närmaste större samhälle är Villanueva del Rosario, 5,0 km väster om Sierra del Jobo. Trakten runt Sierra del Jobo består till största delen av jordbruksmark.